# Emiri Nakayama
Emiri Nakayama (中山エミリ, Nakayama Emiri, née le 8 octobre 1978) est une actrice, modèle et animatrice japonaise, qui débute en 1995. Elle tourne dans une vingtaine de drama et trois films, sort deux singles, et anime plusieurs émissions de télévisions, dont Asayan de 1999 à 2002 aux côtés du duo Ninety Nine. Elle se marie en avril 2010.

## Discographie
Singles
- 1996.11.21 : Private Eyes
- 1997.11.07 : Itsudatte Yell (いつだって YELL?)